# 김유이
김유이는 대한민국의 배우이자 유튜버이다. 

## 출연 작품

### 드라마
- 2024년 KBS2 저녁 일일연속극 《스캔들》 ... 박지연 역

## 음반
- 2018년 음반 《오빠의 비타민》
- 2020년 음반 《Falling》
- 2021년 음반 《애》